# Angono
Angono – nazwa skupiska petroglifów, znajdującego się w prowincji Rizal na filipińskiej wyspie Luzon.
Jest to najstarsze znane dzieło sztuki naskalnej na Filipinach. 127 postaci ludzkich i zwierzęcych wyryto na ścianie skalnej około 3000 roku p.n.e. Większość inskrypcji można dokładnie zidentyfikować jako stylizowane postacie ludzi oraz żab i jaszczurek, niektóre jednak zostały zniszczone przez erozję, co spowodowało iż są trudne do identyfikacji.
Choć miejsce to znajduje się w pobliżu granic miejscowości Angono, Binangonan i Antipolo w prowincji Rizal, ten zespół zabytków został odkryty dopiero w 1965 roku przez niedawnego zdobywcę nagrody dla Narodowych Artystów Filipin, Carlos V. Francisco. Od tego czasu część petroglifów uległa zniszczeniu na skutek niedbalstwa i wandalizmu. W 1996 roku, dekretem numer 260 prezydenta Filipin Angono zostało ogłoszone filipińskim skarbem narodowym. Zespół pod kierownictwem Muzeum Narodowego Filipin założył stanowisko archeologiczne i podjął prace przy konserwacji petroglifów. Zostało założone mini-muzeum, wytyczono ścieżki dla zwiedzających i założono inną infrastrukturę. Dokonano też badań geologicznych i zbadano zapisy sejsmografów dla kilkukilometrowej strefy wokół petroglifów.
Konserwacja i udostępnianie zwiedzającym petroglifów z Angono jest wspólnym zadaniem Muzeum Narodowego Filipin, Departamentu Turystyki, funduszu World Monuments Fund, American Express i miejscowej firmy z branży obrotu nieruchomościami.